# Уэстон, Ричард
Ричард Уэстон (англ. Richard Weston, 1733 — 20 октября 1806) — британский ботаник.   

## Биография
Ричард Уэстон родился в 1733 году. 
Изначально Уэстон был торговцем трикотажными изделиями в Лестере. В 1773 году он жил в Kensington Gore, но позже снова жил в Лестере, где он был секретарём местного сельскохозяйственного общества. Уэстон опубликовал несколько работ по ботанической тематике. Первая из них называлась Tracts on Practical Agriculture and Gardening (1769). Он также опубликовал труды по истории и литературе Лестера. 
Ричард Уэстон умер 20 октября 1806 года.  

## Научная деятельность
Ричард Уэстон специализировался на семенных растениях.

## Публикации
Ричард Уэстон является автором следующих публикаций: 
- Tracts on Practical Agriculture and Gardening, 1769.
- Botanicus Universalis et Hortulanus — 4 volumes 1770—1777.
- Flora Anglicana... — 2 parts 1775 and 1780.
- The Gardener's and Planter's Calendar, 1773, 2nd ed. 1778.
- The Gentleman's and Lady's Gardener, 1774.
- The Gardener's Pocket Calendar, 1774.
- Ellis's Gardener's Calendar, 1774.
- The Nurseryman and Seedsman's Catalogue of Trees Shrubs, Plants and Seeds, 1774.
- A New and Cheap Manure, 1791.
- The Leicester Directory, 1794.